# Arcano menor

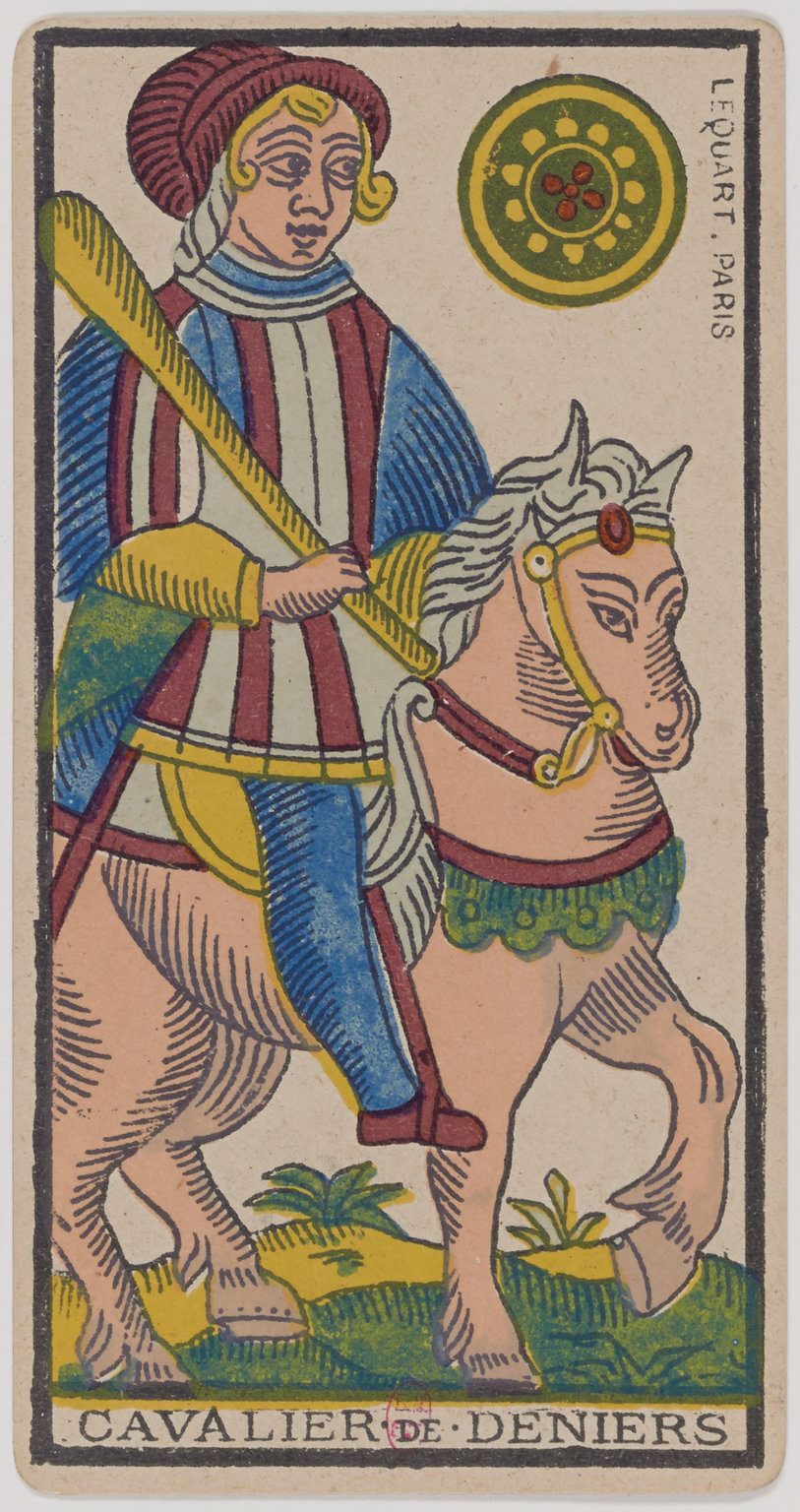
Exemplo de arcano menor em um baralho de tarô tradicional

Os arcanos menores, também conhecidos como triunfos menores, são uma subdivisão das cartas de tarô. Juntamente com os arcanos maiores, eles são uma parte integrante do baralho e compõe-se de 56 cartas que representam e têm o seu fundamento filosófico e empírico baseado nos elementos clássicos da natureza sendo que, cada elemento dentro desse sistema têm a sua representação por meio de naipes. Na leitura do tarô, sugerem sutilezas, detalhes e percepções do dia-a-dia. Nos baralhos contemporâneos, os arcanos menores são frequentemente ilustrados, ato popularizado pelo baralho de tarô Rider-Waite, publicado em 1910.
Os baralhos italianos e espanhóis normalmente são compostos de 56 arcanos menores, com 14 cartas em cada naipe; seus nomes podem variar e todas têm quatro cartas da corte compostas por rainha, rei, pajem e cavalheiro.